# Postlude
Un postlude (prononciation : [pɔstlyd]) est, dans le domaine de la composition musicale, le  contraire du prélude (substitution du préfixe post), la conclusion écrite ou improvisée d’une œuvre musicale.
Le postlude est destiné à clore une pièce musicale vocale ou instrumentale, une pièce musicale jouée après une œuvre ou après une cérémonie. 
Dans la musique religieuse interprétée par les organistes, le postlude est l'équivalent de la sortie. Au cours des offices religieuses  le Prélude marque l'ouverture du culte, l'Offertoire célèbre la communion et le Postlude clôt le culte. 
Jouer un postlude à l'orgue liturgique est une manière de ménager un instant de respiration au cours de la célébration religieuse et de laisser résonner encore un peu le texte que vient d'être chanté. S'il ne s'impose pas pour les chants d'acclamation ou de louange, le postlude est surtout bienvenu pour des chants de méditation aux textes denses. Exemples :
- « Les temps se renouvellent » E 177
- « Vienne Seigneur, vienne ton jour » E 240.

Franz Liszt a composé une pièce intitulée : Requiem - Postlude - Psaume 129 

## Exemple célèbre de Postlude dans le domaine de la musique de film
- Star Wars épisode 5 « The Empire Strikes Back », passage musical de 2 min 35 s (thème de Lucas, pizz aux cordes et mélodie aux hautbois) composé par John Williams.  Le thème passe aux clarinettes puis aux cors qui jouent quelques notes sur le même thème. Un postlude flute/harpe accompagné par les cordes et les timbales ponctue ce court morceau[réf. souhaitée].